# Henrik Jacob Wrede
Henrik Jacob Wrede af Elimä, född 1696 på Edeby i Salems socken, Södermanland, död 20 augusti 1758 på sin egendom Runstorp i Östergötland, var en svensk friherre och partiman; bror till Fabian Wrede (1694–1768).
Liksom brodern var han anhängare av hertig Karl Fredrik av Holstein-Gottorp, åt vilken han 1711 varit page och i vars armé han blev major. Hans tjänstgöring i svenska armén (från 1713) inbragte honom endast kaptens titel (1721) och ryttmästarplats på exspektans vid Östgöta kavalleriregemente (1722), till följd av omöjligheten att efter freden bereda lön åt hela mängden av officerare från krigsåren. Liksom brodern blev också han efter holsteinska partiets upplösning ivrig hatt, och fick i likhet med denne stor betydelse på Riddarhuset och han användes särskilt när det gällde att genom något djärvt drag främja hattpartiets intressen. År 1747 utnämndes han 1747 till landshövding i Savolax. Han var ordförande i förräderikommissionen 1741 över Gustaf Johan Gyllenstierna och i den stora kommissionen vid 1755 års riksdag, som vann ryktbarhet genom sina blodsdomar över deltagarna i hovets revolutionsförsök. 
Wrede blev 1741 ledamot av Vetenskapsakademien, såsom vars preses han höll ett av samtiden mycket beundrat tal Om ett borgerligt samhälles eller ett lands och rikes rätta styrka samt sätt och utvägar att hinna därtill. Man har i honom velat se författaren även till den skildring av personer och förhållanden från envåldstidens slut och frihetstidens början, som under titeln Facta till revolutionshistorien under konung Carl XII:s regering etc. är intagen i sjunde delen av "Handlingar rörande Skandinaviens historia" (1819).

## Utmärkelser
- Riddare av Svärdsorden,  1748[2]

[Redigera Wikidata]